# Ciclismo ai Giochi della XXX Olimpiade - Cross country femminile
La gara di Cross country femminile dei Giochi della XXX Olimpiade fu corsa l'11 agosto a Hadleigh Farm (60 chilometri ad est di Londra), nel Regno Unito, per un percorso totale di 29,4 km. Fu vinta dalla francese Julie Bresset, che terminò la gara in 1.30′52″, seguita dalla tedesca quarantenne Spitz e dalla statunitense Gould.

## Programma
Sabato 11 agosto
- 12:30 Finale

## Risultati
| Pos. | Corridore              | Squadra       | Tempo    |
| ---- | ---------------------- | ------------- | -------- |
| 1    | Julie Bresset          | Francia       | 1h30′52″ |
| 2    | Sabine Spitz           | Germania      | a 1'02"  |
| 3    | Georgia Gould          | Stati Uniti   | a 1′08"  |
| 4    | Irina Kalent'eva       | Russia        | a 1'41"  |
| 5    | Esther Süss            | Svizzera      | a 1'54"  |
| 6    | Alexandra Engen        | Svezia        | a 2'16"  |
| 7    | Aleksandra Dawidowicz  | Polonia       | a 2'28"  |
| 8    | Annie Last             | Gran Bretagna | a 2'55"  |
| 9    | Catharine Pendrel      | Canada        | a 3'36"  |
| 10   | Tanja Žakelj           | Slovenia      | a 3'49"  |
| 11   | Lea Davison            | Stati Uniti   | a 4'22"  |
| 12   | Shi Qinglan            | Cina          | a 4'36"  |
| 13   | Jana Belomoïna         | Ucraina       | a 4'54"  |
| 14   | Katerina Nash          | Rep. Ceca     | a 5'30"  |
| 15   | Elisabeth Osl          | Austria       | a 5'55"  |
| 16   | Adelheid Morath        | Germania      | a 6'25"  |
| 17   | Eva Lechner            | Italia        | a 6'44"  |
| 18   | Karen Hanlen           | Nuova Zelanda | a 7'02"  |
| 19   | Katrin Leumann         | Svizzera      | a 7'31"  |
| 20   | Rie Katayama           | Giappone      | a 7'34"  |
| 21   | Janka Stevková         | Slovacchia    | a 8'13"  |
| 22   | Paula Gorycka          | Polonia       | a 8'26"  |
| 23   | Blaža Klemenčič        | Slovenia      | a 8'50"  |
| 24   | Emily Batty            | Canada        | a 9'45"  |
| 25   | Rebecca Henderson      | Australia     | a 10'43" |
| 26   | Pauline Ferrand-Prévot | Francia       | a 11'29" |
| 27   | Barbara Benkó          | Ungheria      | a 12'32" |
| 28   | Candice Neethling      | Sudafrica     | a 14'11" |
| DNF  | Gunn-Rita Dahle        | Norvegia      | –        |
| DNF  | Laura Abril Restrepo   | Colombia      | –        |
| DNF  | Annika Langvad         | Danimarca     | –        |